# Инновация
Иннова́ция, нововведе́ние — внедрённое или внедряемое новшество, обеспечивающее повышение эффективности процессов и (или) улучшение качества продукции, востребованное рынком. Вместе с тем, для своего внедрения инновация должна соответствовать актуальным социально-экономическим и культурным потребностям. Примером инновации является выведение на рынок продукции (товаров и услуг) с новыми потребительскими свойствами или повышение эффективности производства той или иной продукции.
Иннова́ция — введённый в употребление новый или значительно улучшенный продукт (товар, услуга) или процесс, новый метод продаж или новый организационный метод в деловой практике, организации рабочих мест или во внешних связях.
Инновацией является не всякое новшество или нововведение, а лишь такое, которое серьёзно повышает эффективность действующей системы. Вопреки распространённому мнению, инновации отличаются от изобретений.

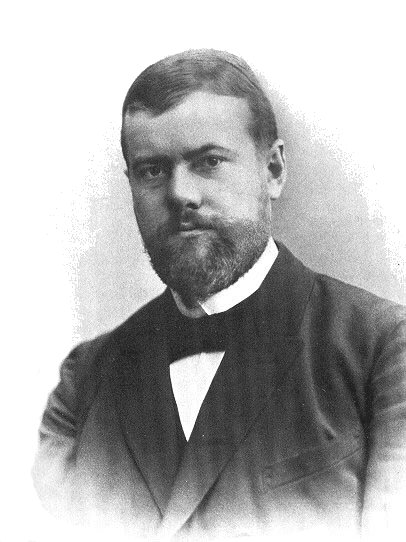
«М. Вебер, изучая роль протестантской Реформации для становления капитализма модерна, внимательно следил за началом русской революции. Он ввел в социологию важное понятие инновации как возникновения зародышей новых общественных форм и институтов — это общество в состоянии становления. Инновация — это большая или маленькая революция. Объективное условие для нее — состояние неустойчивого равновесия: „все старое начинает раскачиваться, а все новое, еще неопределенное, заявляет о себе и становится возможным“».

Термин «инновация» происходит от латинского novatio «обновление; изменение» и приставки in «в направление»: дословный перевод innovatio «в направлении изменений». Понятие «инновация» возникло в XIX веке в контексте культурологических исследований, связанных с изучением проникновения в данную культуру новых элементов других культур, не связанных с традицией этой страны. Этим понятие "инновация" отличалось от  просто нововведения, или новации. Распространение получило в связи с развернувшейся во второй половине ХIХ в. дискуссии о приемлемости на американской почве технических достижений Старого Света. Новую жизнь понятие «инновация» получило в начале XX века в научных работах австрийского и американского экономиста Й. Шумпетера в результате анализа «инновационных комбинаций», изменений в развитии экономических систем. Шумпетер был одним из первых учёных, кто в 1900-х гг. ввёл в научное употребление данный термин в экономике.
Й.Шумпетер считал инновациями коммерциализацию всех новых комбинаций, основанных на:
1. применение новых материалов и компонент;
2. введение новых процессов;
3. открытие новых рынков;
4. введение новых организационных форм.

При этом изобретением Шумпетер считал инновацию только на уровне технологии.

## Общее определение инноваций
«Рекомендации по сбору и анализу данных по инновациям» («Руководство Осло») определяет инновации как — введение в употребление какого-либо нового или значительно улучшенного продукта (товара или услуги) или процесса, нового метода маркетинга или нового организационного метода в деловой практике, организации рабочих мест или внешних связях.
Инновация — результат инвестирования интеллектуального решения в разработку и получение нового знания, ранее не применявшейся идеи по обновлению сфер жизни людей (технологии; изделия; организационные формы существования социума, такие как образование, управление, организация труда, обслуживание, наука, информатизация и т. д.) и последующий процесс внедрения (производства) этого, с фиксированным получением дополнительной ценности (прибыль, опережение, лидерство, приоритет, коренное улучшение, качественное превосходство, креативность, прогресс).
Таким образом, необходим процесс: инвестиции — разработка — процесс внедрения — получение качественного улучшения.
Понятие инновация относится как к радикальным, так и постепенным (инкрементальным) изменениям в продуктах, процессах и стратегии организации (инновационная деятельность). Исходя из того, что целью нововведений является повышение эффективности, экономичности, качества жизни, удовлетворённости клиентов организации, понятие инновационности можно отождествлять с понятием предприимчивости — бдительности к новым возможностям улучшения работы организации (коммерческой, государственной, благотворительной, морально-этической).
Инновация — такой процесс или результат процесса, в котором:
- используются частично или полностью охраноспособные результаты интеллектуальной деятельности;
- обеспечивается выпуск патентоспособной продукции;
- обеспечивается выпуск товаров и услуг, по своему качеству соответствующих мировому уровню или превышающих его;
- достигается высокая экономическая эффективность в производстве или потреблении продукта.

## Инновация и другие похожие понятия

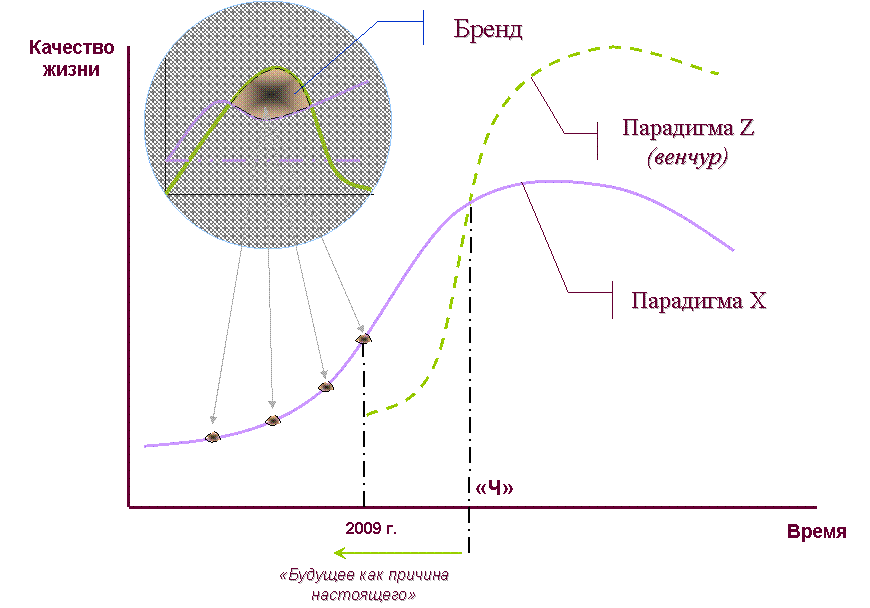
Стратегия футуродизайна «обгонять, не догоняя» (инновация как источник новых брендов)

Инновации рассматриваются по-разному: в связи с технологиями, коммерцией, социальными системами, экономическим развитием и формулированием политики. Соответственно, в научной литературе существует широкий спектр подходов к концептуализации инноваций.
При концептуализации понятия «инновации» полезно сравнить его с другими понятиями. В частности, в научной литературе отмечается, что понятие «инновация» часто смешивается с понятием «изобретение», обозначающим создание новой технической разработки или усовершенствование старой и термином нововведение, означающим внедрение новых решений. Кроме того, многие усовершенствования товаров и услуг было бы правильнее назвать просто словом «улучшение». Понятия «изменения» и «креативность» также иногда могут быть употреблены вместо понятия «инновации».
Чтобы отличать инновации от перечисленных выше понятий, нередко уточняется, что особенность инновации в том, что она позволяет создать дополнительную ценность, позволяет инноватору получить дополнительную ценность и связана с внедрением. В рамках этого взгляда инновация не является инновацией до того момента, пока она успешно не внедрена и не начала приносить пользу. Понятие экономической инновации было разработано Йозефом Шумпетером в работе «Теория экономического развития» (1911).
В рамках альтернативного подхода другие понятия используются как часть определения инноваций: «Инновация имеет место, когда кто-либо использует изобретение — или использует что-то уже существующее новым образом — для изменения образа жизни людей». В данном случае изобретением может быть новая концепция, устройство или другие вещи, которые облегчают деятельность, а инновационность не связывается с тем, получил ли организатор инновации какую-либо выгоду и принесла ли она позитивный эффект.

## Типы инноваций
- Технологические — получение нового или эффективного производства имеющегося продукта, изделия, техники, новые или усовершенствованные технологические процессы. Инновации в области организации и управления производством не относятся к технологическим[9].
- Социальные (процессные) — процесс обновления сфер жизни человека в реорганизации социума (педагогика, система управления, благотворительность, обслуживание, организация процесса).
- Продуктовые — создание продуктов с новыми и полезными свойствами.
- Организационные — совершенствование системы менеджмента.
- Маркетинговые — реализация новых или значительно улучшенных маркетинговых методов, охватывающих существенные изменения в дизайне и упаковке продуктов, использование новых методов продаж и презентации продуктов (услуг), их представления и продвижения на рынки сбыта, формирование новых ценовых стратегий.

## Распространение инноваций
Чаще всего успешная инновация в конце концов внедряется повсеместно. Вначале она принимается небольшим количеством энтузиастов, затем появляется массовый рынок и инновация становится дешевле за счет эффекта масштаба. На скорость и уровень распространения инноваций влияют следующие факторы:
- преимущества инновации по сравнению с аналогичными товарами (услугами);
- совместимость инновации со сложившейся системой культурных норм;
- уровень сложности для понимания потребителем и простоты апробации;
- возможность распространения информации об инновации.

## Эффективность инновационной деятельности
По мнению американского экономиста, нобелевского лауреата Джозефа Стиглица, инновации — единственный реальный источник увеличения богатства для современного мира в целом.
В современных условиях, правительства различных стран инвестируют огромные средства в научные исследования и инновационную деятельность, например Германия на научные исследования и разработки направила около 2,7 % ВВП, США — 2,8 %, Япония — около 3,5 %, страны с переходной экономикой тратят значительно меньше: Белоруссия — 0,74 % ВВП, Россия — 1,04 %.
Однако в условиях кризиса мировой экономики на первый план выходит задача повышения эффективности использования средств, выделяемых предприятиям и научным коллективам. В связи с этим сталкиваемся с понятием экономической эффективности. Одним из подходов к оценке сравнительной эффективности стран и регионов служит соотношение полученных результатов (изобретения, новые товары и т.д.) и затраченных ресурсов (число занятых в НИОКР, затраты на НИОКР и т.д.).
Для данных целей в странах Европейского союза ежегодно публикуется «Европейское табло инноваций» (European Innovation Scoreboard — EIS). Так же в 2007 году на основе метода анализа среды функционирования были рассчитаны показатели технической эффективности для ряда стран Европейского союза. На основе полученных результатов эффективности все страны были объединены в 4 группы:
1. инновационные лидеры;
2. инновационные последователи;
3. страны-умеренные инноваторы;
4. догоняющие страны[16].

На основе метода анализа среды функционирования (DEA) был проведён анализ конкурентоспособности белорусской экономики и влияние инновационной деятельности на данный показатель. В данном исследовании автор использует 43 страны, 3 входных параметра (наукоёмкость ВВП, количество учёных на один миллион человек, затраты на образование в % от ВВП), а также 3 исходящих переменных (количество национальных заявок на выдачу патентов, высокотехнологичный экспорт в % от промышленного экспорта, экспорт ИКТ в % от всего экспорта). Полученные результаты наглядно показывают, что наилучшие показатели преобразования затрат в результаты инновационной деятельности у таких стран как США, Япония, Южная Корея, Германия, в то же время Республика Беларусь, Российская Федерация и другие страны с переходной экономикой используют средства неэффективно.
По методу анализа среды функционирования (DEA) и метода стохастической границы (SFA) был проведен анализ эффективности региональных инновационных систем в России. Среди лидеров по эффективности преобладают крупнейшие агломерации, а также центры машиностроения. В другой статье проведен обзор схожих исследований по странам мира, а также оценка и выявление факторов эффективности регионов России по созданию новых технологий. В целом эффективность в России увеличилась в 2000-е гг. Наиболее эффективные РИС сформированы в крупнейших агломерациях с ведущими давно существующими университетами и исследовательскими центрами: Москва и Санкт-Петербург, Новосибирская, Воронежская и Томская области.  Время является решающим фактором для накопления знаний и установления связей между инновационными агентами в рамках региональной инновационной системы. Предпринимательская деятельность значима, поскольку  помогает преобразовывать идеи и исследования в изобретения и новые технологии, усиливает взаимодействие между инновационными агентами. Расположение вблизи крупных инновационных центров выгодно из-за более интенсивного межрегионального перетока знаний.

### Связь с политической системой
Существует мнение, что успешное развитие инновационных процессов зависит не от технических достижений отдельных изобретателей, а от политико-экономической системы, гарантирующей равные права собственности на основе власти закона
Согласно опросу консалтинговой компании StrategyOne, большинство менеджеров ведущих мировых компаний включили Китай в пятёрку самых инновационных стран. При этом в «Индексе верховенства закона» за 2015 год Китай занимает 71 место, рядом с Украиной (70), Кыргызстаном (74), Россией (93).

## Инновации в США
Инновационные предприятия в США сосредоточены в основном в Кремниевой долине, вдоль 128-й дороги (т. н. Американский технологический хайвей — America’s Technology Highway; Бостон, Массачусетс), Северной Каролине, городе Остин в Техасе. Первые инновационные предприятия в Кремниевой долине возникли в 60-е годы. К 1970 году в Кремниевой долине насчитывалось около 3000 инновационных фирм, в основном в области электроники. Из них 70 % имело менее 10 сотрудников, а 85 % — менее 100. В Кремниевой долине находится 33 % наиболее крупных технологических предприятий США. При численности населения в 1 % от численности страны, в Кремниевой долине сосредоточено 11 % общего числа занятых в технологических компаниях страны в целом.

## Инновации в России
В общем объёме мирового высокотехнологичного экспорта доля России оценивается в 0,3 %, в то время как доля США 39 %, Японии — 30 %, Германии — 15 %, Китая — 6 %. Российская сырьевая экономика предъявляет слабый спрос на инновации. А в структуре затрат на научные исследования и разработки (НИОКР) преобладают бюджетные расходы.
Технологическая предпринимательская деятельность среди всех видов предпринимательства является наиболее сложной и рискованной. В условиях слабого развития институтов (повышенная преступность, административные барьеры и прочее)в бизнес не заинтересован во внедрении новых технологий. В этих условиях к тому же предприниматели не доверяют друг другу, другим людям и институтам, а для создания сложных продуктов это необходимо.  У начинающих предпринимателей отсутствуют средства, а высокие процентные ставки по кредитам и слабое развитие венчурного рынка ограничивают создание стартапов.
Для преодоления этих ограничений в России создана разветвленная сеть институтов развития.
- АО «Роснано» (создана в 2007 г.) — корпорация, ответственная за поддержку проектов в сфере нанотехнологий, преимущественно поддерживает промышленные проекты
- АО  «РВК»  (создана  в  2006  г.)  —  управляющая компания венчурного фонда, финансирует проекты преимущественно на стадии раннего развития, занимается аналитикой венчурного рынка
- Фонд содействия инновациям, или  Фонд содействия развитию малых форм предприятий в научно-технической сфере (ФСИ) — поддерживает проекты, в том числе исследовательские, на  самой ранней стадии
- Фонд развития интернет-инициатив (ФРИИ) - российский фонд венчурных инвестиций, учреждённый Агентством стратегических инициатив , предоставляет инвестиции технологическим компаниям на ранних этапах развития, проводит акселерационные программы и участвует в разработке методов правового регулирования венчурной отрасли
- Фонд  «Сколково»  —  поддерживает новые проекты компаний в перспективных областях
- Фонд  развития  промышленности  (ФРП)  —  поддерживает  крупные  производственные  инвестиционные проекты

Большая часть поддержки в 2010-х гг. оказана группой «Роснано» и Фондом содействия инновациям (ФСИ). При этом весь объем прямой финансовой поддержки высоких технологий не превышает 10% от бюджетных затрат на НИОКР (выделяются РАН, университетам, госкорпорациям), остающихся основным инструментом поддержки инновационной деятельности. Попытки увеличить долю частных НИОКР пока не увенчались успехом. Более 50% поддержки приходится на 10 регионов-лидеров по развитию высокотехнологичного сектора: Москва, Санкт-Петербург, Республика Татарстан, Новосибирская, Иркутская, Московская, Челябинская, Калужская, Свердловская области и Пермский край. ФСИ относительно равномерно поддерживает проекты по всей стране, более 90% финансирования АО «РВК» и Фонда «Сколково» приходится на проекты в регионах-лидерах. ФСИ можно признать наиболее значимым инструментом поддержки технологического предпринимательства в России на ранних стадиях.
В целом регионы России существенно различаются по своему инновационному потенциалу и проводимой политике. Многие регионы создали развитую сеть инновационной инфраструктуры: технопарки, кластеры, бизнес-инкубаторы (например, Нижегородский центр инкубации наукоемких технологий, Международный инкубатор технологий, Государственный венчурный фонд Самарской области), акселераторы (по модели IdeaLab или Y Сombinator). Федеральный центр преимущественно ориентирован на проведение выравнивающей инновационной политики, хотя очевидно, что новые технологии эффективно создаются в ареалах концентрации инновационного потенциала.

## Инновации в Китае
Ситуация в Китае сильно отличается от ситуации в России. В инновационную стратегию Китая входят кластеры, созданные вокруг университетов, но не только. Китай предпринимает действенные шаги получения обратных инноваций, получения инноваций из других стран и в конце концов создания глобальных инновационных сетей. Эти глобальные сети фактически поддерживают местные инновации. Промышленные кластеры в Китае стали центрами местного технологического развития, которые вливают в регионы огромное количество зарубежных инвестиций.
В Китае успешно поощряются инновационные деятели, потоки технологий и инвестиций, а также взаимодействие между отечественными и международными рынками. Все эти элементы важны для того, чтобы определить, генерировать, эксплуатировать и продвигать новые бизнес-идеи. Несмотря на то, что какое-то время в Китае перестройка структуры науки шла медленно, Россия как страна, которая, несмотря на огромное перемещение интеллектуальных сил за рубеж, до сих пор остается в этом отношении развитой и не так привязанной к иностранным инновациям, как Китай, оставаясь, в принципе, способной на инновационный рывок.

## Инновации в Южной Корее
Инновационная деятельность в Южной Корее сосредоточена в основном в национальном городе науки в Тэджоне. В нём проживает около 25000 жителей и находятся два университета, частный колледж, три административных правительственных бюро, Корейский Атомный научно-исследовательский институт и 22 государственных и частных исследовательских института.